# ワタナベ楽器
株式会社ワタナベ楽器（ワタナベがっき）は、京都市中京区に本店を置く老舗楽器店。

## 概要
関西地方では大手で、店頭での販売のほか、多数のライブへの機材レンタル、またネットショッピングや雑誌への広告などによる通信販売も行っている。また、楽器の製造メーカーなどとの共同開発の商品や、オリジナルデザインなども販売している。例として、フェルナンデス社のZO-3のオリジナルデザインモデルなどがある。